# Émetteur de Coblence
L'émetteur de Coblence était un équipement de transmission pour l'émission d'ondes moyennes à Coblence-Luetzel. L'émetteur de Coblence a employé jusqu'en 1965 une tour en bois haute de 107 mètres, qui a été érigée entre le 2 octobre 1934 et le 15 novembre 1934. Cette tour était à l'origine l'une des deux tours de l'émetteur de Mühlacker, qui a été démantelé en 1934 lors du changement du système d'antenne. En 1965, la tour en bois a dû être démantelée, car la ville Coblence a résilié le bail. Elle a été remplacée dans son voisinage immédiat par une antenne de 52 mètres.  Le 15 août 1974, l'émetteur de Coblence a été arrêté définitivement. Aujourd'hui, le bureau II de télécommunication de Deutsche Telekom se trouve sur l'ancien emplacement de l'émetteur de Coblence.